# Physocarpus capitatus
Espèce
Classification phylogénétique
Physocarpus capitatus est une espèce de plantes à fleurs du genre Physocarpus et de la famille des Rosaceae. C'est un arbuste originaire d'Amérique du Nord.

## Description
Physocarpus capitatus est un arbuste à feuilles caduques dense atteignant 1 à 2,5 mètres de hauteur. Le nom vient de l'aspect de l'écorce, qui est feuilletée, se desquamant en plusieurs couches. L'arbuste a des feuilles lobées ressemblant à celle l'érable de 3 à 14 cm de long et de large, et des grappes de petites fleurs blanches à cinq pétales et de nombreuses étamines à pointe rouge. Le fruit unique est une gousse rouge brillante gonflée qui devient sèche et brune puis se sépare pour libérer les graines.

## Répartition
Physocarpus capitatus est présent à l'ouest de l'Amérique du Nord, du sud de l'Alaska jusqu'au Montana et à l'Utah, et au sud de la Californie.
On le trouve souvent dans les zones humides, mais il forme également des fourrés le long des rivières et des habitats forestiers humides. Bien qu'il pousse plus vigoureusement dans les environnements humides, il est tolérant à la sécheresse et est une plante de jardin populaire en Californie.